# Bernard Devert
Bernard Devert est un ancien promoteur immobilier devenu prêtre et président fondateur du Mouvement Habitat et Humanisme.

## Biographie
Bernard Devert est né le 7 avril 1947 à Lyon, il est l'ainé d'une famille nombreuse de la classe moyenne. Son père est engagé au sein du service du travail obligatoire avant d'être déporté en camp de concentration d’où il reviendra deux ans plus tard à pied. Il étudie le droit à la faculté catholique de Lyon.
Il commence sa carrière en 1973 dans un cabinet d’administration d'immeubles de la région Rhône-Alpes. 11 ans plus tard, il crée une société de placements immobiliers, puis sa propre société de promotion immobilière. Pendant tout ce temps, la question de sa vocation l'interroge et il suit en parallèle un parcours théologique à partir de 1981. Bernard Devert est ordonné prêtre le 25 juin 1987 par le cardinal Albert Decourtray, archevêque de Lyon et entre en fonction à la paroisse de La Mulatière de 1987 à 1992.
Il se positionne sur la question de la mixité sociale, liée à la rénovation des centres-villes qui relèguent les classes populaires dans les quartiers périphériques : « La ville doit être traversée par la différence, et non se développer à partir de strates monolithiques. Et là où le vivre-ensemble n’est pas perceptible, il y a injustice ; l'homogénéité de l'habitat concourt à la rigidité assassine des sociétés occidentales. ».
De 1993 à 2005, il est aumônier du centre Léon-Bérard à Lyon,,. Depuis 2005, il accompagne les jeunes toxicomanes à la paroisse Sainte Thérèse, à la demande de monseigneur Philippe Barbarin, et fonde des lieux d’hébergement réservés aux personnes en situation de ruptures.
Le 5 juillet 2021, il est nommé président du Haut comité pour le logement des personnes défavorisées et le suivi du droit au logement opposable,.

### Habitat et Humanisme
Bernard Devert fonde le Mouvement Habitat et Humanisme en 1985 afin de venir en aide aux personnes mal-logées. Il crée également la Fondation Habitat et Humanisme, abritée à l'Institut de France, qui vient en aide à des projets immobiliers à caractère social,.
En 2000, Bernard Devert fonde l'association La Pierre angulaire, réseau de maisons d’accueil et de soins pour personnes âgées à faibles ressources, rattaché au Mouvement Habitat et Humanisme. Devenu Habitat et Humanisme Soin en 2021, l'association gère un réseau de 40 établissement d'hébergement pour personnes âgées dépendantes ouverts aux personnes à faibles ressources, et accompagne des personnes en grandes fragilités physiques et psychologiques, dépendantes et en fin de vie.
En 2015, il reçoit le prix de l'Entrepreneur social décerné par le Boston Consulting Group.
En 2019, il est lauréat du prix "Transformons la France", dans la catégorie Territoires.

## Décorations
- Officier de l'ordre national du Mérite Il est promu officier par décret du 2 mai 2017[10]. Il était chevalier du 4 avril 2000.
- Chevalier de la Légion d'honneur Il est fait chevalier par décret du 31 décembre 2008[11].